# 唐金陵
唐金陵，中国医学家，香港中文大学终身教授，中国教育部第五批"长江学者"特聘教授，研究领域包括流行病学、心血管病预防等，发表论文数百篇，曾与英国医学专家Muir Gray合著《循证医疗卫生决策》。

## 生平
曾获得伦敦大学学院流行病学硕士、博士，在牛津大学从事博士后研究；
曾在香港中文大学公共卫生及基层医疗学院任教、任职，后在中国科学院深圳理工大学计算生物与医学信息系任职，现任广州市妇女儿童医疗中心临床研究总监。